# XX Torneio Internacional Solverde em Hóquei em Patins
A Associação Académica de Espinho, organiza um dos torneio mais antigos de hóquei em patins de pre-época. Torneio Internacional Solverde em Hóquei em Patins Torneio com o principal pratrocinio do Casino Solverde (Espinho)
A Câmara de Espinho presta apoio na divulgação do torneio. 
A 20 edição decoreu entre os dias 11 e 12 de Setembro, com o HC Liceo Coruña a conquistar mais um Troféu.

## 3º e 4º Lugar
| Setembro 12, 2009 | UD Oliveirense        | 5 - 3 | Patín Cerceda | Pavilhão Arq. Jerónimo Reis |
| 16:00             | Tó Silva (4) Tó Neves |       |               |                             |

## Final
| Setembro 12, 2009 | HC Liceo Coruña                          | 5 - 4 | AA Espinho                                     | Pavilhão Arq. Jerónimo Reis |
| 17:30             | Jordi Bargalló (3) Josep Lamas Marc Gual |       | João Pinto Fred Saraiva Rui Silva Eduardo Brás |                             |